# West-Boheemse Universiteit
De West-Boheemse Universiteit (Tsjechisch: Západočeská univerzita v Plzni, afkorting: ZČU) is een universiteit in de Tsjechische stad Pilsen. De universiteit is opgedeeld in zeven faculteiten. Een daarvan, de faculteit voor economie, is deels gevestigd in de stad Cheb.
De universiteit is opgericht in 1991 als resultaat van een fusie van de Pedagogische Faculteit en de Hogeschool voor Machinebouw en Elektrotechniek. Beide instellingen waren oorspronkelijk filialen van Praagse universiteiten: de eerste was in 1953 van de Tsjechische Technische Universiteit afgesplitst en de laatste in hetzelfde jaar van de Karelsuniversiteit.
De universiteit is na 1991 uitgebreid met een rechtenfaculteit en een filosofische faculteit en heeft sinds de inlijving van een plaatselijke privéuniversiteit in 2008 ook een faculteit gezondheidswetenschappen.

## Faculteiten
- Faculteit filosofie (incl. letteren)
- Faculteit rechten
- Faculteit pedagogiek
- Faculteit economie
- Faculteit elektrotechniek
- Faculteit toegepaste wetenschappen
- Faculteit machinebouw
- Faculteit gezondheidswetenschappen
- Faculteit beeldende kunst en vormgeving